# Helena Pueyo
Helena Pueyo (Palma de Mallorca, Baleares, 13 de febrero de 2001) es una baloncestista española. Juega en la posición de base y actualmente milita en el Casademont Zaragoza en Liga Femenina.  También jugó baloncesto universitario en las Arizona Wildcats.

## Vida personal
Pueyo nació en Palma en la isla de Mallorca, España.  Asistió y se formó en el La Salle en Palma. Antes de irse a Estados Unidos a jugar baloncesto universitario, jugó en el club Segle XXI de Liga Femenina 2, así como en la selección española de baloncesto. 

## Carrera profesional
Jugó en el Segle XXI de la Liga Femenina 2 de España del año 2017 al 2019, donde promedió 13 puntos, 3 asistencias y 2 robos por partido. Sus tasas de anotación fueron del 51% de tiros de campo, 37% en triples y 85% desde la línea de tiros libres. 
El 7 de mayo de 2024, fichó por el Basket Zaragoza de Liga Femenina de España. 

## Selección nacional

### Juveniles
Pueyo ha sido internacional con las categorías inferiores de la selección española. En el Campeonato de Europa U16 de 2017, llevó a España a los cuartos de final, promediando 11 puntos, 5 rebotes y 4 asistencias por partido, con una media de 28 minutos de juego por partido. 
En el verano de 2018, consiguió la medalla de plata en el Campeonato de Europa U18, promediando 8 puntos y 4 rebotes por partido. También en 2018, en el Campeonato Mundial U17, jugó 23 minutos por partido y promedió 9 puntos, 4 rebotes y 2 asistencias por partido, llevando a España a los cuartos de final. 
En 2019, llevó a España al tercer puesto en el Campeonato Mundial U19, y jugó también el Campeonato de Europa U18. En el verano de 2019, promedió 9.4 puntos por partido, 5.5 rebotes, 2.7 robos y 2.6 asistencias. 

#### Absoluta
En 2023, fue elegida por el seleccionador español Miguel Méndez entre las 17 jugadoras para preparar el Eurobasket de 2023, aunque finalmente no llegó a disputarlo. 

## Estadísticas

### Universidad
| Temporada                                   | Equipo           | PJ  | MPP  | %TC  | %3P  | %TL  | PPP | RPP | APP |
| ------------------------------------------- | ---------------- | --- | ---- | ---- | ---- | ---- | --- | --- | --- |
| 2019-20                                     | Arizona Wildcats | 29  | 21.6 | 39.1 | 38.3 | 77.3 | 6.7 | 2.7 | 1.9 |
| 2020-21                                     | Arizona Wildcats | 26  | 21.5 | 32.3 | 34.3 | 75.0 | 3.7 | 3.5 | 1.3 |
| 2021-22                                     | Arizona Wildcats | 29  | 21.5 | 39.1 | 36.4 | 85.7 | 3.4 | 1.9 | 2.4 |
| 2022-23                                     | Arizona Wildcats | 32  | 25.1 | 50.8 | 31.4 | 85.7 | 5.3 | 2.9 | 2.7 |
| 2023-24                                     | Arizona Wildcats | 34  | 36.8 | 48.0 | 37.5 | 81.1 | 9.7 | 3.7 | 3.6 |
| Total                                       | Total            | 150 | 25.8 | 43.4 | 36.2 | 81.1 | 5.9 | 3.0 | 2.4 |
| Estadísticas obtenidas de Sports-Reference. |                  |     |      |      |      |      |     |     |     |